# Символ шекеля
Символ или знак шекеля (₪) — типографский символ, который входит в группу «Символы валют» (англ. Currency Symbols) стандарта Юникод и называется «Символ нового шекеля» (англ. New sheqel sign); код — U+20AA. Его основное назначение — представление нового шекеля, национальной валюты Израиля.
Характерные символы, выполняющие эти функции, — ₪ • ש"ח • ש • NIS. Кроме того, для краткого представления шекеля используются коды стандарта ISO 4217 ILS и 376.

## Начертание и использование
Символ ₪ представляет собой монограмму из двух букв иврита — ש (шин) и ח (хет), с которых начинается полное название израильской национальной валюты «новый шекель» (ивр. שקל חדש‎). Автором этого знака является Моше Перег, являющийся также дизайнером аверса банкноты достоинством 200 новых шекелей
Ещё один вариант сочетания букв ש и ח, используемый для представления национальной валюты Израиля, — сокращение ש"ח (произносится как «шах»). В качестве символа шекеля также может использоваться английская аббревиатура NIS (от англ. New Israeli Sheqel), что означает «новый израильский шекель».
В тексте на иврите знак шекеля ставится слева от числа (например, ₪12,000), как и символ доллара ($). Знак либо не отделяется от числа пробелом, либо отделяется узким пробелом.

### Символ старого шекеля

Символ старого шекеля для чеков

До введения в 1985 году нового шекеля денежной единицей Израиля был шекель (в настоящее время иногда называемый старым шекелем), который в 1980 году заменил израильский фунт. На банковских чеках он был представлен изображением в виде стилизованной буквы ש (шин).

### Список денежных единиц Государства Израиль с названием «шекель»
| Денежная единица (на англ. и/или на языке страны эмитента) | Период обращения | Варианты краткого представления | Варианты краткого представления |
| Денежная единица (на англ. и/или на языке страны эмитента) | Период обращения | коды ISO 4217                   | символы                         |
| ---------------------------------------------------------- | ---------------- | ------------------------------- | ------------------------------- |
| [Старый] шекель (ивр. שקל‎)                                 | 1980—1985        | ILR                             | ש •                             |
| Новый шекель (ивр. שקל חדש‎)                                | 1985 — н.в.      | ILS (376)                       | ₪ • ש"ח • ש • NIS               |